# Mali Jasenovac
Mali Jasenovac (izvirno srbsko Мали Јасеновац) je naselje v Srbiji, ki upravno spada pod Mesto Zaječar; slednja pa je del Zaječarskega upravnega okraja.

## Demografija
V naselju živi 254 polnoletnih prebivalcev, pri čemer je njihova povprečna starost 54,8 let (52,8 pri moških in 56,5 pri ženskah). Naselje ima 117 gospodinjstev, pri čemer je povprečno število članov na gospodinjstvo 2,43.
Prebivalstvo je večinoma nehomogeno, a v času zadnjih treh popisov je opazno zmanjšanje števila prebivalcev.
|  |

| Demografija | Demografija     | Demografija     |
| Leto        | Št. prebivalcev | Št. prebivalcev |
| ----------- | --------------- | --------------- |
|             |                 |                 |
|             |                 |                 |
|             |                 |                 |
|             |                 |                 |
| 1948        | 775             |                 |
| 1953        | 742             |                 |
| 1961        | 706             |                 |
| 1971        | 679             |                 |
| 1981        | 554             |                 |
| 1991        | 407             | 386             |
| 2002        | 313             | 284             |
|             |                 |                 |

| Etnična sestava po popisu iz leta 2002 | Etnična sestava po popisu iz leta 2002 | Etnična sestava po popisu iz leta 2002 | Etnična sestava po popisu iz leta 2002 | Etnična sestava po popisu iz leta 2002 |
| -------------------------------------- | -------------------------------------- | -------------------------------------- | -------------------------------------- | -------------------------------------- |
| Srbi                                   | Srbi                                   |                                        | 127                                    | 44,71%                                 |
| Vlahi                                  | Vlahi                                  |                                        | 68                                     | 23,94%                                 |
| Romuni                                 | Romuni                                 |                                        | 48                                     | 16,90%                                 |
| Bolgari                                | Bolgari                                |                                        | 1                                      | 0,35%                                  |
| Neznano                                | Neznano                                |                                        | 30                                     | 10,56%                                 |